# Павоне-Канавезе
Павоне-Канавезе (італ. Pavone Canavese, п'єм. Pavon) — муніципалітет в Італії, у регіоні П'ємонт,  метрополійне місто Турин.
Павоне-Канавезе розташоване на відстані близько 550 км на північний захід від Рима, 45 км на північ від Турина.
Населення — 3929 осіб (2014).
Щорічний фестиваль відбувається 30 листопада. Покровитель — Андрій Первозваний.

## Демографія
Населення за роками:

Станом на 1 січня 2023 року в муніципалітеті офіційно проживало 166 іноземців з 28 країн, серед них 85 громадян країн Євросоюзу.

## Сусідні муніципалітети
- Банкетте
- Коллеретто-Джакоза
- Івреа
- Пероза-Канавезе
- Романо-Канавезе
- Самоне
- Сан-Мартіно-Канавезе